# Джованні Москардіні
Джованні «Джонні» Москардіні (англ. Giovanni "Johnny" Moscardini, 1897, Фолкерк — 15 липня 1985, Прествік) — італійський футболіст, що грав на позиції нападника, зокрема за національну збірну Італії.
Один з перших оріундо (гравців, народжених за кордоном) в історії італійської збірної. На відміну від решти таких футболістів, що поверталися на історичну батьківщину з Південної Америки, походив із Шотландії.

## Клубна кар'єра
Народився 1897 року в шотландському Фолкеркі в родині іммігрантів з Італії, які володіли декількома закладами громадського харчування. Під час Першої світової війни записався до італійської армії і пішов на фронт кулеметником. У Битві при Капоретто зазнав поранення і був евакуйований на Сицилію, де, проходячи лікування, сприяв створенню футбольної команди.
По завершенні війни вирішив лишитися в Італії, перебравшись до Барги, рідного міста своїх батьків, де почав виступи за місцеву футбольну команду. Вже наступного 1919 року був помічений представниками клубу «Луккезе-Лібертас» і почав грати за його команду, де провів наступні п'ять років.
Згодом протягом 1924—1925 років грав за «Пізу».

## Виступи за збірну
1921 року дебютував в офіційних матчах у складі національної збірної Італії.
Загалом протягом кар'єри у національній команді, яка тривала 5 років, провів у її формі 9 матчів, забивши 7 голів. Останню гру за збірну провів, захищаючи на клубному рівні кольори «Пізи». Таким чином став першим в історії представником цього клубу у збірній країни.

## Подальше життя
Завершивши виступи на футбольному полі, у середині 1920-х повернувся до Шотландії, де керував магазином свого дядька у Кемпбелтауні. Паралельно грав за місцеву футбольну команду.
Згодом перебрався до Прествіка, де започаткував власне кафе і де жив до своєї смерті 15 липня 1985 року.
| Дата       | Місто   | Господарі      | Результат | Гості          | Турнір           | Голи | Примітки |
| ---------- | ------- | -------------- | --------- | -------------- | ---------------- | ---- | -------- |
| 06-11-1921 | Женева  | Швейцарія      | 1 – 1     | Італія         | товариський матч | 1    |          |
| 15-1-1922  | Мілан   | Італія         | 3 – 3     | Австрія        | товариський матч | 2    |          |
| 26-2-1922  | Турин   | Італія         | 1 – 1     | Чехословаччина | товариський матч | -    |          |
| 21-5-1922  | Мілан   | Італія         | 4 – 2     | Бельгія        | товариський матч | 1    |          |
| 3-12-1922  | Болонья | Італія         | 2 – 2     | Швейцарія      | товариський матч | -    |          |
| 15-4-1923  | Відень  | Австрія        | 0 – 0     | Італія         | товариський матч | -    |          |
| 27-5-1923  | Прага   | Чехословаччина | 5 – 1     | Італія         | товариський матч | 1    |          |
| 20-1-1924  | Генуя   | Італія         | 0 – 4     | Австрія        | товариський матч | -    |          |
| 22-3-1925  | Турин   | Італія         | 7 – 0     | Франція        | товариський матч | 2    |          |
| Усього     |         | Матчів         | 9         |                | Голів (49 місце) | 7    |          |